# (7638) Gladman
(7638) Gladman est un astéroïde de la ceinture principale.

## Description
(7638) Gladman est un astéroïde de la ceinture principale. Il fut découvert le 26 octobre 1984 à la station Anderson Mesa par Edward L. G. Bowell. Il présente une orbite caractérisée par un demi-grand axe de 2,54 UA, une excentricité de 0,31 et une inclinaison de 6,8° par rapport à l'écliptique.

## Compléments